# 石铁乡
石铁乡，是中华人民共和国四川省达州市宣汉县下辖的一个乡镇级行政单位。

## 行政区划
石铁乡下辖以下地区：
望月社区、十字溪村、池岸村、四坪村、老坝村、白果村和斜水村。